# Mondrões
Mondrões ist eine Ortschaft und eine Gemeinde im Norden Portugals. Der Schutzpatron ist Jakobus der Ältere. Die vom Verschwinden bedrohte Herstellungstradition von schwarzer Keramik im hiesigen Dorf Bisalhães wird von der UNESCO als dringend erhaltungsbedürftiges Immaterielles Kulturerbe geführt.

## Geschichte
Die heutige Ortschaft entstand vermutlich im Zuge der Siedlungspolitik während der Reconquista neu. In den Erhebungen unter König D. Afonso II. 1220 wurde Mondrões als zur Gemeinde von Pena zugehörig geführt.
Erste Stadtrechte (Foral) erhielt Mondrões am 15. Dezember 1519 von König D. Manuel I., der es damit zum Sitz eines Verwaltungskreises machte. 1586 wurde der Kreis wieder aufgelöst, seither ist Mondrões eine Gemeinde des Kreises Vila Real.
Schon früh haben sich Handwerker und Töpfer in dieser Gemeinde niedergelassen. Die Keramikherstellung entwickelte sich insbesondere im Dorf Bisalhães, dessen Bewohner schwarzen Ton benutzten, um ihre charakteristische Keramik herzustellen.
2016 wurde die Schwarzkeramikherstellung von Bisalhães in die Liste des dringend erhaltungsbedürftigen immateriellen Kulturerbes der UNESCO aufgenommen.

## Verwaltung
Mondrões ist Sitz einer gleichnamigen Gemeinde (Freguesia) im Kreis (Concelho) von Vila Real im gleichnamigen Distrikt Vila Real. In ihr leben 948 Einwohner auf einer Fläche von 11 km² (Stand 19. April 2021).
Folgende Orte liegen in der Gemeinde:
| - Areias - Bisalhães - Casa Nova - Chão das Eiras - Escaleirão - Escola - Feirões - Fundo da Aldeia - Giestas | - Gulpilhares - Igreja - Insua - Lameira - Longueirinha - Malácia - Mondrões - Pedra Alta - Ponte de Machados | - Quintelas - Rabo do Gato - Ramalhão - Recta - Sapiões - Sarnado - Sordo - Vale de Galegos |